# AHA-Berlin
AHA-Berlin (полное название: Allgemeine Homosexuelle Arbeitsgemeinschaft — Всеобщее гомосексуальное рабочее сообщество) — старейшая из существующих на сегодняшний день ЛГБТ-организаций Германии. Образована 19 марта 1974 года в Западном Берлине как противовес левоориентированной ЛГБТ-организации Homosexuelle Aktion Westberlin. Организация сыграла большую роль во второй волне немецкого ЛГБТ-движения.

## История организации

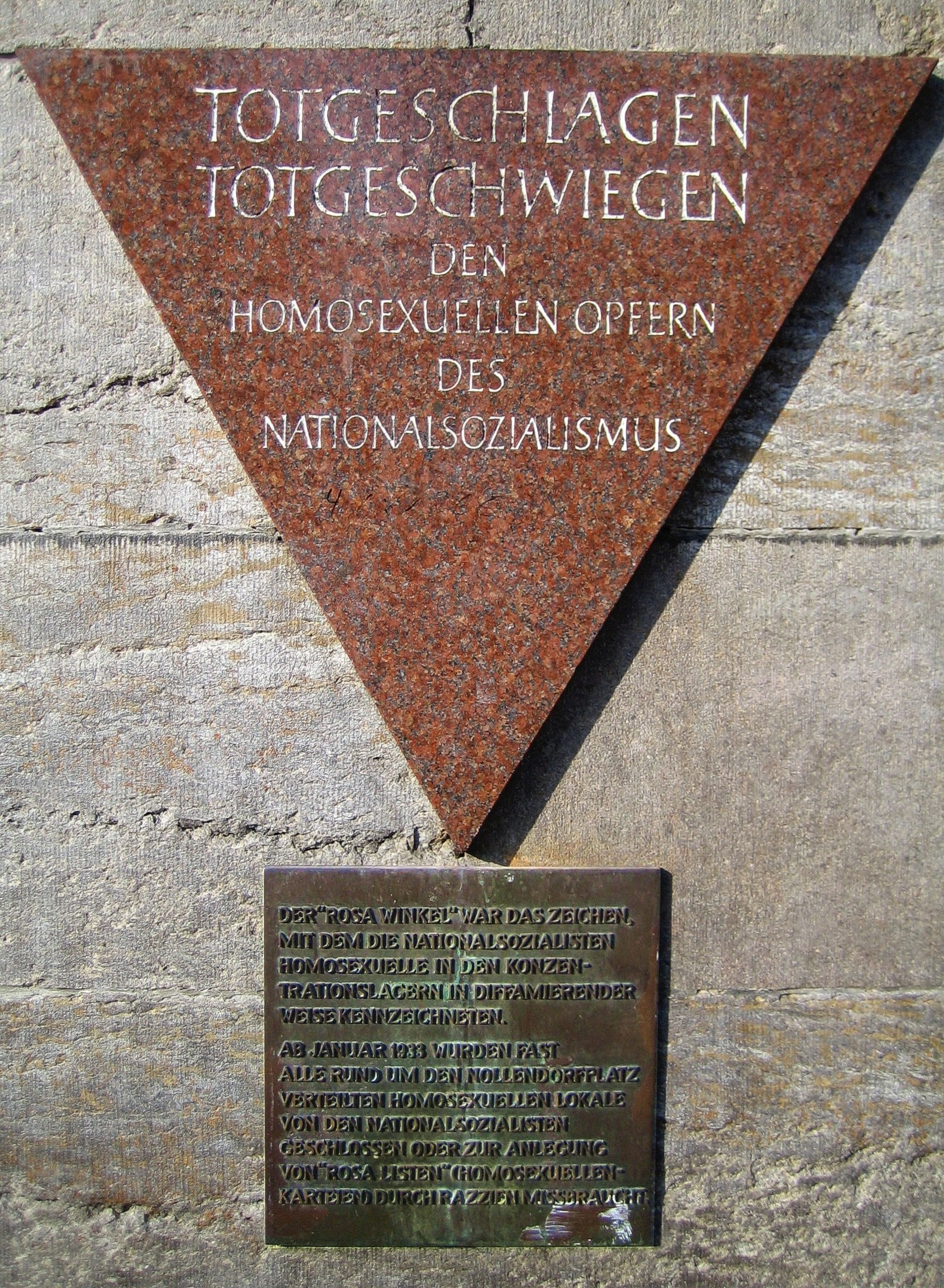
Памятная доска в виде розового треугольника на Ноллендорфплац.

Мотивацией для создания AHA стало наличие альтернативы к радикальной организации HAW. В первые годы своей работы члены AHA образовали также и другие крупные общественные организации, например экуменистическую рабочую группу «Гомосексуалы и церковь» (HuK) и группу гомосексуальных учителей в профсоюзе работников образования и науки (нем. Gewerkschaft Erziehung und Wissenschaft — GEW). В 1982 году AHA насчитывала уже более 200 членов и являлась крупнейшей ЛГБТ-организацией Германии того времени. С 1977 года организация стала издавать журнал «AHA-Info».
В 1985 году AHA организовала первую в берлине молодёжную группу, а с 1989 года ежегодно проводит общенациональный молодёжный слет. В конце 1980-х годов многие мероприятия AHA переросли в самостоятельные организации. Так в 1986 году было образовано спортивное общество Schwuler Verein Vorspiel. С 1984 года в стенах AHA зародился журнал «Siegessäule», с началом выпуска которого был прекращён выпуск журнала «AHA-Info».
С 1985 по 1989 годы в помещениях AHA проходили первые экспозиции вновь созданного Музея гомосексуальности. По совместной инициативе HuK и AHA в 1989 году на Ноллендорфплац в Берлине была установлена памятная доска в виде розового треугольника в честь гомосексуальных жертв нацизма.
В 1989 году AHA переезжает на проспект Мерингдамм в Кройцбергe, тем самым закладывая основу будущему гей-кварталу на Мерингдамм, возникшему в последующие годы после того, как в здании AHA был открыт Музей гомосексуальности (1989) и гей-центр SchwuZ (1995). В последующие годы в ближайшей округе было открыто множество гей-френдли кафе и баров.
В середине 1990-х годов члены организовывали прайд «Альтернативный CSD», который со временем превратился в сегодняшний Transgenialer CSD. С 1990-х годов AHA уделяет большее внимание культурным мероприятиям для геев и лесбиянок, а также и для трансгендеров.
В марте 2008 года состоялись очередные выборы в управляющий совет AHA и уже в октябре 2008 года из-за некомпетентного руководства нового совета AHA оказалась на грани банкротства. Распространились слухи о намеренном вражеском вмешательстве. В декабре 2008 года совет был переизбран. Несмотря на это районное Управление общественного и экономического правопорядка Кройцберга (нем. Wirtschafts- und Ordnungsamt Kreuzberg) приняло решение о закрытии организации в связи с обнаруженными нарушениями в торговле продуктов питания и напитков, на что у AHA не было оформлено соответствующего разрешения. К 31 декабря 2008 года AHA была вынуждена освободить занимаемые помещения. В течение следующих полутора лет организация практически приостановила свою деятельность.
С сентября 2010 года AHA возобновила активную деятельность в новых помещениях на Монументенштрассе в Шёнеберге.

## Направления деятельности
AHA является практически единственной ЛГБТ-организацией Германии, не финансируемой за счёт бюджета страны. Организация финансирует себя самостоятельно, поэтому является полностью политически независимой.
В настоящий момент AHA организует различные рабочие группы, группы взаимопомощи, досуговые мероприятия для ЛГБТ, вечеринки, проводит тренинги по профилактике ВИЧ и болезней, передающихся половым путём, оказывает психологическую помощь гомосексуалам и их семьям, помогает при каминг-ауте.